# 石川石炭火力発電所
石川石炭火力発電所（いしかわせきたんかりょくはつでんしょ）は、沖縄県うるま市石川赤崎3-4-1に所在する電源開発の石炭火力発電所。

## 概要
沖縄電力に電力を供給する発電所として1986年11月に1号機が運転を開始、2号機までが建設された。

## 発電設備
- 総出力:31.2万kW[1]

1号機
定格出力：15.6万kW
使用燃料：石炭
蒸気条件：超臨界圧（Super Critical）
熱効率：42%（低位発熱量基準）
営業運転開始：1986年（昭和61年）11月7日
2号機
定格出力：15.6万kW
使用燃料：石炭
蒸気条件：超臨界圧（SC）
熱効率：42%（低位発熱量基準）
営業運転開始：1987年（昭和62年）3月6日